# Huarte
Huarte in castigliano e Uharte in basco, è un comune spagnolo di 5 505 abitanti situato nella comunità autonoma della Navarra.
Fa parte dell'area metropolitana di Pamplona.